# Az ének iskolája (második évfolyam)
Az ének iskolája című televíziós énekes tehetséggondozó második évfolyama 2014. április 13-án vette kezdetét a TV2-n. A műsor házigazdája Friderikusz Sándor, a zsűritagok Szulák Andrea, Szandi, Hajós András és Király Viktor.
A 2013-as Sztárban sztár ötödik adásában jelentették be, hogy 2014-ben ismét indul Az ének iskolája. A jelentkezés 2013. november 15-én kezdődött meg. A második évadra kétszer annyian jelentkeztek, mint az elsőre, a válogatóra érkezett Kárpátalján, Líbiában, vagy éppen Kenyában született diák is.
Az évad tíz részes volt, vasárnaponként sugározta a TV2, 20:00-es kezdéssel. A fináléra 2014. június 15-én került sor, ahol a második évad győztese Berki Artúr lett.

## Tanulók
Tanáronként négyen-négyen, tehát összesen 16 tanuló szerepelt a műsorban. A tanárok feladata az volt, hogy tanulóikat felkészítsék a következő adásra.
| Hajós András        | Szulák Andrea    | Király Viktor | Szandi         |
| ------------------- | ---------------- | ------------- | -------------- |
| Berki Artúr         | Karczagi Józsika | Boudny Lídia  | Rghei Sarah    |
| Hajdú Luca          | Sztojka Vanessza | Varga Vivien  | Bordács Arnold |
| Rózsa Rita Sikholya | Jónás Szabolcs   | Malaczkó Anna | Tóth Kiara     |
| Kenedi Veronika     | Mata Ricsi       | Radics Jani   | Dénes Roland   |

## Összesített eredmények
| – Hajós András tanulói  |
| – Szulák Andrea tanulói |
| – Király Viktor tanulói |
| – Szandi tanulói        |

| – A tanuló osztályelső az adásban   |
| – A tanuló 2. helyezett az adásban  |
| – A tanuló 3. helyezett az adásban  |
| – A tanuló nem szerepelt az adásban |

| Tanuló              | 1. adás (április 13.) | 2. adás (április 20.) | 3. adás (április 27.) | 4. adás (május 4.) | 5. adás (május 11.) | 6. adás (május 18.) | 7. adás (május 25.) | 8. adás (június 1.) | 9. adás (június 8.)          | 10. adás (június 15.)        |
| ------------------- | --------------------- | --------------------- | --------------------- | ------------------ | ------------------- | ------------------- | ------------------- | ------------------- | ---------------------------- | ---------------------------- |
| Berki Artúr         | Felvették             |                       |                       | —                  | 1.                  | —                   |                     | Továbbjutott        | Továbbjutott                 | Győztes                      |
| Sztojka Vanessza    | Felvették             |                       | 3.                    |                    | —                   |                     | 1.                  | Továbbjutott        | Továbbjutott                 | 2.                           |
| Varga Vivien        | Felvették             |                       | 3.                    |                    | 1.                  | 2.                  |                     | Továbbjutott        | Továbbjutott                 | 2.                           |
| Mata Ricsi          |                       | Felvették             |                       | 2.                 | —                   | 1.                  |                     | Továbbjutott        | Továbbjutott                 | 2.                           |
| Radics Jani         |                       | Felvették             | —                     |                    | 3.                  |                     | 3.                  | Továbbjutott        | Továbbjutott                 | 2.                           |
| Tóth Kiara          |                       | Felvették             | 2.                    |                    | —                   |                     | —                   | Továbbjutott        | Továbbjutott                 | 2.                           |
| Karczagi Józsika    | Felvették             |                       | —                     |                    | 2.                  |                     | 2.                  | Továbbjutott        | Nem jutott tovább            | Nem jutott be a döntőbe      |
| Kenedi Veronika     |                       | Felvették             |                       | —                  | 3.                  | —                   |                     | Továbbjutott        | Nem jutott tovább            | Nem jutott be a döntőbe      |
| Bordács Arnold      | Felvették             |                       |                       | —                  | —                   |                     | —                   | Nem jutott tovább   | Nem jutott be a középdöntőbe | Nem jutott be a középdöntőbe |
| Boudny Lídia        | Felvették             |                       |                       | 3.                 | —                   |                     | —                   | Nem jutott tovább   | Nem jutott be a középdöntőbe | Nem jutott be a középdöntőbe |
| Dénes Roland        |                       | Felvették             | —                     |                    | —                   | —                   |                     | Nem jutott tovább   | Nem jutott be a középdöntőbe | Nem jutott be a középdöntőbe |
| Hajdú Luca          | Felvették             |                       | —                     |                    | 2.                  |                     | —                   | Nem jutott tovább   | Nem jutott be a középdöntőbe | Nem jutott be a középdöntőbe |
| Jónás Szabolcs      |                       | Felvették             |                       | —                  | —                   | —                   |                     | Nem jutott tovább   | Nem jutott be a középdöntőbe | Nem jutott be a középdöntőbe |
| Malaczkó Anna       |                       | Felvették             |                       | —                  | —                   | 3.                  |                     | Nem jutott tovább   | Nem jutott be a középdöntőbe | Nem jutott be a középdöntőbe |
| Rghei Sarah         | Felvették             |                       |                       | 1.                 | —                   | —                   |                     | Nem jutott tovább   | Nem jutott be a középdöntőbe | Nem jutott be a középdöntőbe |
| Rózsa Rita Sikholya |                       | Felvették             | 1.                    |                    | —                   |                     | —                   | Nem jutott tovább   | Nem jutott be a középdöntőbe | Nem jutott be a középdöntőbe |

## Adások
| # | Tanuló           | Dal                      |
| - | ---------------- | ------------------------ |
| 1 | Karczagi Józsika | Hajmási Péter            |
| 2 | Boudny Lídia     | Whole Lotta Love         |
| 3 | Berki Artúr      | Let It Be                |
| 4 | Hajdú Luca       | Ajándék                  |
| 5 | Rghei Sarah      | Mama Do                  |
| 6 | Bordács Arnold   | Kell ott fenn egy ország |
| 7 | Varga Vivien     | Torn                     |
| 8 | Sztojka Vanessza | The Slience              |

| # | Tanuló              | Dal                                  |
| - | ------------------- | ------------------------------------ |
| 1 | Malaczkó Anna       | Love you like a love song            |
| 2 | Tóth Kiara          | Most kéne abbahagyni                 |
| 3 | Radics Jani         | Törj ki a csendből!                  |
| 4 | Jónás Szabolcs      | Casino Twist                         |
| 5 | Rózsa Rita Sikholya | Ez a vonat, ha elindult, hadd menjen |
| 6 | Kenedi Veronika     | Price tag                            |
| 7 | Dénes Roland        | Sorry seems to be the hardest word   |
| 8 | Mata Ricsi          | Várj, míg fel kel majd a nap         |

A felvételik során csak azokat a gyerekeket mutatták be, akik bejutottak Az ének iskolájába.

### 3. adás (április 27.)
| # | Tanuló              | Dal                          | Érdemjegy    | Érdemjegy     | Érdemjegy     | Érdemjegy | Eredmény     |
| # | Tanuló              | Dal                          | Hajós András | Szulák Andrea | Király Viktor | Szandi    | Eredmény     |
| - | ------------------- | ---------------------------- | ------------ | ------------- | ------------- | --------- | ------------ |
| 1 | Radics Jani         | Hagyd meg nekem a dalt       | 4/5          | 4/5           | 5             | 4/5       | —            |
| 2 | Hajdú Luca          | Álomtánc                     | 4/5          | 4/5           | 4/5           | 5         | —            |
| 3 | Tóth Kiara          | Cry Cry                      | 5            | 5             | 5             | 5         | 2. helyezett |
| 4 | Varga Vivien        | From Sarah with Love         | 5            | 5             | 5             | 5         | 3. helyezett |
| 5 | Karczagi Józsika    | Tölcsért csinálok a kezemből | 4/5          | 4/5           | 5             | 4/5       | —            |
| 6 | Rózsa Rita Sikholya | Indulj el egy úton...        | 5            | 5             | 5             | 5         | Osztályelső  |
| 7 | Dénes Roland        | Beautiful Girls              | 4/5          | 4/5           | 4/5           | 4/5       | —            |
| 8 | Sztojka Vanessza    | Vadonatúj érzés              | 5            | 5*            | 5             | 5         | 3. helyezett |

Jutalomduettként Hajós András és Rózsa Rita Sikholya énekelte a You've Got A Friend (Carole King) című dalt.

### 4. adás (május 4.)
| # | Tanuló          | Dal                      | Érdemjegy    | Érdemjegy     | Érdemjegy     | Érdemjegy | Eredmény     |
| # | Tanuló          | Dal                      | Hajós András | Szulák Andrea | Király Viktor | Szandi    | Eredmény     |
| - | --------------- | ------------------------ | ------------ | ------------- | ------------- | --------- | ------------ |
| 1 | Kenedi Veronika | We All                   | 5*           | 5             | 5             | 5         | —            |
| 2 | Malaczkó Anna   | Call Me Maybe            | 5            | 5             | 5             | 5         | —            |
| 3 | Berki Artúr     | Altass el                | 5            | 5             | 5             | 5         | —            |
| 4 | Rghei Sarah     | Tchiki tchiki            | 5*           | 5*            | 5*            | 5*        | Osztályelső  |
| 5 | Jónás Szabolcs  | Állj meg kislány         | 5            | 5             | 4/5           | 5         | —            |
| 6 | Bordács Arnold  | Ha itt lennél velem      | 5            | 4/5           | 5             | 5*        | —            |
| 7 | Boudny Lídia    | Ironic                   | 5*           | 5*            | 5*            | 5         | 3. helyezett |
| 8 | Mata Ricsi      | Úgy szeretném meghálálni | 5            | 5             | 5             | 5         | 2. helyezett |

Jutalomduettként Szandi és Rghei Sarah énekelte a Read All About It (Emeli Sandé) című dalt.

### 5. adás (május 11.)
| # | Tanuló                             | Dal                             | Érdemjegy    | Érdemjegy     | Érdemjegy     | Érdemjegy | Eredmény       |
| # | Tanuló                             | Dal                             | Hajós András | Szulák Andrea | Király Viktor | Szandi    | Eredmény       |
| - | ---------------------------------- | ------------------------------- | ------------ | ------------- | ------------- | --------- | -------------- |
| 1 | Kenedi Veronika és Radics Jani     | Ragyog a szívem                 | 5            | 5             | 5             | 5         | 3. helyezettek |
| 2 | Malaczkó Anna és Bordács Arnold    | Szólj rám, ha hangosan énekelek | 4/5          | 4/5           | 5*            | 5*        | —              |
| 3 | Rghei Sarah és Rózsa Rita Sikholya | 7 Seconds                       | 5*           | 5*            | 5             | 5         | —              |
| 4 | Sztojka Vanessza és Boudny Lídia   | Wrecking Ball                   | 5*           | 5*            | 5*            | 5*        | —              |
| 5 | Hajdú Luca és Karczagi Józsika     | Sohase mondd                    | 5*           | 5             | 5             | 5*        | 2. helyezettek |
| 6 | Tóth Kiara és Mata Ricsi           | Szerelem első vérig             | 5            | 4             | 4/5           | 5         | —              |
| 7 | Jónás Szabolcs és Dénes Roland     | Őrizd az álmod, míg élsz!       | 5            | 5*            | 5             | 5*        | —              |
| 8 | Varga Vivien és Berki Artúr        | Dream a little dream            | 5*           | 5*            | 5*            | 5*        | Osztályelsők   |

Jutalomduettként Hajós András, Berki Artúr, Király Viktor és Varga Vivien énekelte az End of the Road (Boyz II Men) című dalt.

### 6. adás (május 18.)
| # | Tanuló          | Dal                 | Érdemjegy    | Érdemjegy     | Érdemjegy     | Érdemjegy | Eredmény     |
| # | Tanuló          | Dal                 | Hajós András | Szulák Andrea | Király Viktor | Szandi    | Eredmény     |
| - | --------------- | ------------------- | ------------ | ------------- | ------------- | --------- | ------------ |
| 1 | Rghei Sarah     | Can't Let Go        | 5            | 5             | 5*            | 5*        | —            |
| 2 | Jónás Szabolcs  | Ciao Marina         | 5            | 5             | 5             | 5         | —            |
| 3 | Varga Vivien    | Marta's Song        | 5*           | 5*            | 5*            | 5*        | 2. helyezett |
| 4 | Kenedi Veronika | Put Your Records On | 5*           | 5             | 5*            | 5         | —            |
| 5 | Malaczkó Anna   | Jungle Drum         | 5*           | 5*            | 5*            | 5*        | 3. helyezett |
| 6 | Berki Artúr     | Rise and Fall       | 5            | 5             | 5             | 5*        | —            |
| 7 | Dénes Roland    | Kerek egész         | 5*           | 5             | 5*            | 5*        | —            |
| 8 | Mata Ricsi      | Nézz az ég felé     | 5*           | 5*            | 5*            | 5*        | Osztályelső  |

Jutalomduettként Szulák Andrea és Mata Ricsi énekelte a Játszom (Hooligans) című dalt.

### 7. adás (május 25.)
| # | Tanuló              | Dal                       | Érdemjegy    | Érdemjegy     | Érdemjegy     | Érdemjegy | Eredmény     |
| # | Tanuló              | Dal                       | Hajós András | Szulák Andrea | Király Viktor | Szandi    | Eredmény     |
| - | ------------------- | ------------------------- | ------------ | ------------- | ------------- | --------- | ------------ |
| 1 | Tóth Kiara          | Fight For This Love       | 5            | 4/5           | 5             | 5*        | —            |
| 2 | Karczagi Józsika    | Meseautó                  | 5*           | 5*            | 5*            | 5*        | 2. helyezett |
| 3 | Boudny Lídia        | Wake Me Up                | 5            | 5             | 5*            | 5*        | —            |
| 4 | Bordács Arnold      | Nem jön álom a szememre   | 5            | 5             | 5             | 5*        | —            |
| 5 | Sztojka Vanessza    | I Will Love Again         | 5*           | 5*            | 5*            | 5*        | Osztályelső  |
| 6 | Hajdú Luca          | Nekem a Balaton a Riviéra | 5            | 5             | 5             | 5*        | —            |
| 7 | Rózsa Rita Sikholya | Ha én szabad lennék       | 5*           | 5             | 5             | 5*        | —            |
| 8 | Radics Jani         | Impossible                | 5*           | 5             | 5*            | 5*        | 3. helyezett |

Jutalomduettként Szulák Andrea és Sztojka Vanessza énekelte a When you believe (Mariah Carey és Whitney Houston) című dalt.

### 8. adás – elődöntő (június 1.)
A 8. adás az elődöntő volt, az eredmények alapján a legjobb nyolc tanuló jutott tovább a középdöntőbe.
| – | Továbbjutott a középdöntőbe |

| #  | Tanuló              | Dal                             | Érdemjegy    | Érdemjegy     | Érdemjegy     | Érdemjegy | Eredmény          |
| #  | Tanuló              | Dal                             | Hajós András | Szulák Andrea | Király Viktor | Szandi    | Eredmény          |
| -- | ------------------- | ------------------------------- | ------------ | ------------- | ------------- | --------- | ----------------- |
| 1  | Rózsa Rita Sikholya | I Say a Little Prayer           | 5*           | 5             | 5*            | 5         | Nem jutott tovább |
| 2  | Boudny Lídia        | Szálljunk fel                   | 5*           | 5*            | 5*            | 5*        | Nem jutott tovább |
| 3  | Berki Artúr         | When I Was Your Man             | 5*           | 5*            | 5             | 5*        | Továbbjutott      |
| 4  | Jónás Szabolcs      | Valami Amerika                  | 5            | 5*            | 5*            | 5*        | Nem jutott tovább |
| 5  | Tóth Kiara          | One Moment in Time              | 5            | 5*            | 5*            | 5*        | Továbbjutott      |
| 6  | Kenedi Veronika     | Burn                            | 5*           | 5*            | 5*            | 5*        | Továbbjutott      |
| 7  | Malaczkó Anna       | Micsoda nő ez a férfi           | 5            | 5             | 5*            | 5         | Nem jutott tovább |
| 8  | Dénes Roland        | As Long As You Love Me          | 5            | 5             | 5             | 5*        | Nem jutott tovább |
| 9  | Karczagi Józsika    | Találkozás egy régi szerelemmel | 5*           | 5*            | 5*            | 5*        | Továbbjutott      |
| 10 | Varga Vivien        | Girl on Fire                    | 5*           | 5*            | 5*            | 5*        | Továbbjutott      |
| 11 | Bordács Arnold      | Szállj fel magasra              | 5            | 5             | 5             | 5*        | Nem jutott tovább |
| 12 | Hajdú Luca          | Táncolj                         | 5*           | 5             | 5             | 5         | Nem jutott tovább |
| 13 | Mata Ricsi          | Hazám                           | 5*           | 5*            | 5*            | 5*        | Továbbjutott      |
| 14 | Rghei Sarah         | Only Girl (In the World)        | 5            | 5             | 5             | 5*        | Nem jutott tovább |
| 15 | Sztojka Vanessza    | Let It Go                       | 5*           | 5*            | 5*            | 5*        | Továbbjutott      |
| 16 | Radics Jani         | Jelenés                         | 5*           | 5*            | 5*            | 5*        | Továbbjutott      |

### 9. adás – középdöntő (június 8.)
A 9. adás a középdöntő volt, a tanulók egy ismert zenésszel énekeltek duettet. Az eredmények alapján a legjobb hat tanuló jutott tovább a döntőbe.
| – | Továbbjutott a döntőbe |

| #  | Tanuló                                  | Dal                             | Érdemjegy         | Érdemjegy         | Érdemjegy         | Érdemjegy         | Eredmény          |
| #  | Tanuló                                  | Dal                             | Hajós András      | Szulák Andrea     | Király Viktor     | Szandi            | Eredmény          |
| -- | --------------------------------------- | ------------------------------- | ----------------- | ----------------- | ----------------- | ----------------- | ----------------- |
| 1  | Radics Jani és Király Linda             | Counting Stars                  | 5*                | 5*                | 5*                | 5*                | Továbbjutott      |
| 2  | Karczagi Józsika és Bangó Margit        | Elmegyek                        | 5*                | 5*                | 5*                | 5*                | Nem jutott tovább |
| 3  | Rózsa Rita, Boudny Lídia és Rghei Sarah | Say It Right                    | Nincs osztályozás | Nincs osztályozás | Nincs osztályozás | Nincs osztályozás | Nincs osztályozás |
| 4  | Varga Vivien és Kállay-Saunders András  | Running                         | 5*                | 5*                | 5*                | 5*                | Továbbjutott      |
| 5  | Mata Ricsi és Hevesi Tamás              | Ezt egy életen át kell játszani | 5                 | 5*                | 5                 | 5                 | Továbbjutott      |
| 6  | Kenedi Veronika és L.L. Junior          | Empire State of Mind, Pt. 2     | 5*                | 5                 | 5*                | 5                 | Nem jutott tovább |
| 7  | Tóth Kiara és Heincz Gábor Biga         | Vigyél el                       | 5*                | 5*                | 5*                | 5*                | Továbbjutott      |
| 8  | Dénes Roland és Bordács Arnold          | Candy                           | Nincs osztályozás | Nincs osztályozás | Nincs osztályozás | Nincs osztályozás | Nincs osztályozás |
| 9  | Sztojka Vanessza és Feke Pál            | Nézz rám Istenem                | 5*                | 5*                | 5*                | 5*                | Továbbjutott      |
| 10 | Berki Artúr és Takács Nikolas           | Feeling Good                    | 5*                | 5*                | 5*                | 5*                | Továbbjutott      |

- Extra produkció: Caramel és a második évfolyam tanulói – Süss fel nap! (Caramel)

### 10. adás – döntő (június 15.)
A 10. adás a végső döntő volt, ahol a tanulók egy szólóprodukcióval és Az ének iskolája első évfolyamának egyik diákjával alkotott duettel lépett színpadra.
- Extra produkció: A második évfolyam tanárai és tanulóik – Rather Be (Clean Bandit)

| #  | Tanuló                                      | Dal                    | Érdemjegy         | Érdemjegy         | Érdemjegy         | Érdemjegy         | Eredmény          |
| #  | Tanuló                                      | Dal                    | Hajós András      | Szulák Andrea     | Király Viktor     | Szandi            | Eredmény          |
| -- | ------------------------------------------- | ---------------------- | ----------------- | ----------------- | ----------------- | ----------------- | ----------------- |
| 1  | Tóth Kiara                                  | Elég volt              | 5*                | 5*                | 5*                | 5*                | —                 |
| 2  | Radics Jani és Kurcz Szandi                 | Szerelem, miért múlsz? | 5*                | 5*                | 5*                | 5*                | —                 |
| 3  | Sztojka Vanessza és Arany Timi              | Love On Top            | 5*                | 5*                | 5*                | 5*                | —                 |
| 4  | Mata Ricsi                                  | Honfoglalás            | 5*                | 5*                | 5*                | 5*                | —                 |
| 5  | Berki Artúr és Rubay Laci                   | Vidéki sanzon          | 5*                | 5*                | 5*                | 5*                | —                 |
| 6  | Varga Vivien                                | Bleeding Love          | 5*                | 5*                | 5*                | 5*                | —                 |
| 7  | Tóth Kiara és Izsó Bogi                     | Valaki mondja meg      | 5*                | 5*                | 5*                | 5*                | —                 |
| 8  | Radics Jani                                 | Love Me Again          | 5*                | 5*                | 5*                | 5*                | —                 |
| 9  | Varga Vivien és Farkas Zsolti               | Ha volna két életem    | 5*                | 5*                | 5*                | 5*                | —                 |
| 10 | Malaczkó Anna, Hajdú Luca és Jónás Szabolcs | Csíkos napernyő        | Nincs osztályozás | Nincs osztályozás | Nincs osztályozás | Nincs osztályozás | Nincs osztályozás |
| 11 | Mata Ricsi és Bari Lacika                   | Somebody to Love       | 5*                | 5*                | 5*                | 5*                | —                 |
| 12 | Berki Artúr                                 | Father Figure          | 5*                | 5*                | 5*                | 5*                | Győztes           |
| 13 | Sztojka Vanessza                            | Without You            | 5*                | 5*                | 5*                | 5*                | —                 |

Az ének iskolája második évfolyamát a 15 éves Berki Artúr nyerte.

## Nézettség
A +4-es adatok a teljes lakosságra, a 18–49-es adatok a célközönségre vonatkoznak.
| Epizód       | Vetítés           | Teljes lakosság (+4) | Teljes lakosság (+4) | Teljes lakosság (+4) | Célközönség (18–49) | Célközönség (18–49) | Célközönség (18–49) | Forrás |
| Epizód       | Vetítés           | AMR (fő)             | SHR (%)              | Heti helyezés        | AMR (fő)            | SHR (%)             | Heti helyezés       | Forrás |
| ------------ | ----------------- | -------------------- | -------------------- | -------------------- | ------------------- | ------------------- | ------------------- | ------ |
| 1. felvételi | 2014. április 13. | 1 198 129            | 23,8                 | 2.                   | 383 419             | 19,2                | 3.                  | [ 1 ]  |
| 2. felvételi | 2014. április 20. | 1 094 459            | 24,1                 | 3.                   | 532 431             | 21,7                | 4.                  | [ 2 ]  |
| 3. adás      | 2014. április 27. | 1 245 030            | 25,4                 | 1.                   | 613 731             | 21,5                | 2.                  | [ 3 ]  |
| 4. adás      | 2014. május 4.    | 1 369 792            | 26,9                 | 1.                   | 674 495             | 23,0                | 1.                  | [ 4 ]  |
| 5. adás      | 2014. május 11.   | 1 111 918            | 23,0                 | 1.                   | 543 505             | 19,0                | 5.                  | [ 5 ]  |
| 6. adás      | 2014. május 18.   | 1 272 620            | 26,7                 | 1.                   | 660 067             | 23,8                | 1.                  | [ 6 ]  |
| 7. adás      | 2014. május 25.   | 1 191 461            | 25,6                 | 1.                   | 571 055             | 21,3                | 2.                  | [ 7 ]  |
| 8. adás      | 2014. június 1.   | 1 587 235            | 33,4                 | 1.                   | 762 514             | 27,1                | 1.                  | [ 8 ]  |
| 9. adás      | 2014. június 8.   | 1 238 471            | 33,6                 | 1.                   | 517 499             | 26,4                | 1.                  | [ 9 ]  |
| 10. adás     | 2014. június 15.  | 1 447 159            | 31,6                 | 1.                   | 674 375             | 25,2                | 1.                  | [ 10 ] |